# Скупштина Републике Српске Крајине
Скупштина Републике Српске Крајине била је највиши орган државне власти у Републици Српској Крајини (1991-1995). Њена организација, дјелокруг и начин рада и одлучивања били су уређени Уставом и законима Републике Српске Крајине и разним подзаконским актима.
У историјском контексту, Скупштина РСК је остваривала институционални континуитет у обављању представничких функција са претходно постојећим (1990-1991) представничким органима, Скупштином САО Крајине и Скупштином Заједнице општина Сјеверне Далмације и Лике.

## Историја
Скупштина Републике Српске Крајине установљена је 19. децембра 1991. године, проглашењем Устава РСК. Том догађају претходила је постепена изградња представничких органа српске аутономије у САО Крајини и осталим српским областима које су настале у оквиру административних граница дотадашње југословенске федералне јединице Хрватске у периоду од средине 1990. до краја 1991. године.

### Први представнички органи
У Книну је 27. јуна 1990. године донета одлука о формирању Заједнице општина Сјеверне Далмације и Лике (ЗОСДЛ), чији је највиши орган била Скупштина ЗОСДЛ, састављена од одборника у општинским скупштинама са подручја ЗОСДЛ. Због тадашњих сложених прилика, текуће послове је водило привремено Предсједништво Скупштине ЗОСДЛ, које су чинили предсједници свих општинских скупштина са подручја ЗОСДЛ. Потоњим прерастањем ЗОСДЛ у САО Крајину и проглашењем Статута САО Крајине (21. децембар 1990. године) установљена је Скупштина САО Крајине, као највиши орган представничке власти.
Непосредни избори за посланике у Скупштини САО Крајине нису могли бити спроведени одмах, због тадашњих веома неповољних безбедносних прилика, тако да је 17. априла 1991. године у Книну донета одлука да се сазове привремена Скупштина, коју би чинило по седам посланика из сваке општинске скупштине са подручја САО Крајине. На конститутивној сједници, која је одржана 30. априла, Скупштина САО Крајине је донијела одлуку о одржавању референдума о статусу САО Крајине, који је расписан за 12. мај, а за првог предсједника Скупштине изабран је Велибор Матијашевић, посланик из Глине. Недуго потом, на засједању које је одржано 29. маја, Скупшина је усвојила Уставни закон САО Крајине. На засједању које је одржано 21. новембра (1991) за новог предсједника Скупштине изабран је Миле Паспаљ, такође посланик из Глине.

### Скупштина РСК
Сазивањем Уставотворне скупштине и усвајањем Устава, САО Крајина је 19. децембра 1991. године трансформисана у Републику Српску Крајину, чији је највиши представнички орган била Скупштина РСК. На засједању у Глини, Скупштина РСК је 9. фебруара 1992. године прихватила Венсов план. На заседању које је одржано 26. фебруара у Борову Селу, Скупштина је усвојила амандмане на Устав РСК.
Због тадашњих веома сложених политичких прилика, непосредни избори за посланике у Скупштини РСК нису могли бити расписани током 1992. године, тако да су одржани тек 12. децембра 1993. године. Новоизабрани сазив Скупштине РСК конституисан је 12. фебруара 1994. године, када је за новог предсједника Скупштине изабран Бранко Војница, док су за потпредсједнике изабрани Марко Атлагић и Милан Ерњаковић. На засједању које је одржано 25. октобра исте године, за новог предсједника Скупштине изабран је Рајко Лежаић, док су за нове потпредсједнике изабрани Боро Богуновић и Ђорђе Дамјановић. Посљедња сједница Скупштине прије пада РСК одржана је 27. јула 1995. године у Топуском. Након пада РСК у августу 1995. године, Скупштина РСК је покушала да се консолидује у прогонству, на подручју Републике Српске, али њен рад је недуго потом замро.
Тек десетак година касније, реконституисана је Скупштина Републике Српске Крајине у прогонству, чије се седиште налази у Београду.